# 다니엘 칼리주리
다니엘 칼리주리(이탈리아어: Daniel Caligiuri, 1988년 1월 15일 ~ )는 이탈리아계 독일인 축구 선수로, 현재 FC 아우크스부르크에서 미드필더로 활약하고 있다.